# پوشاک شنا رقابتی

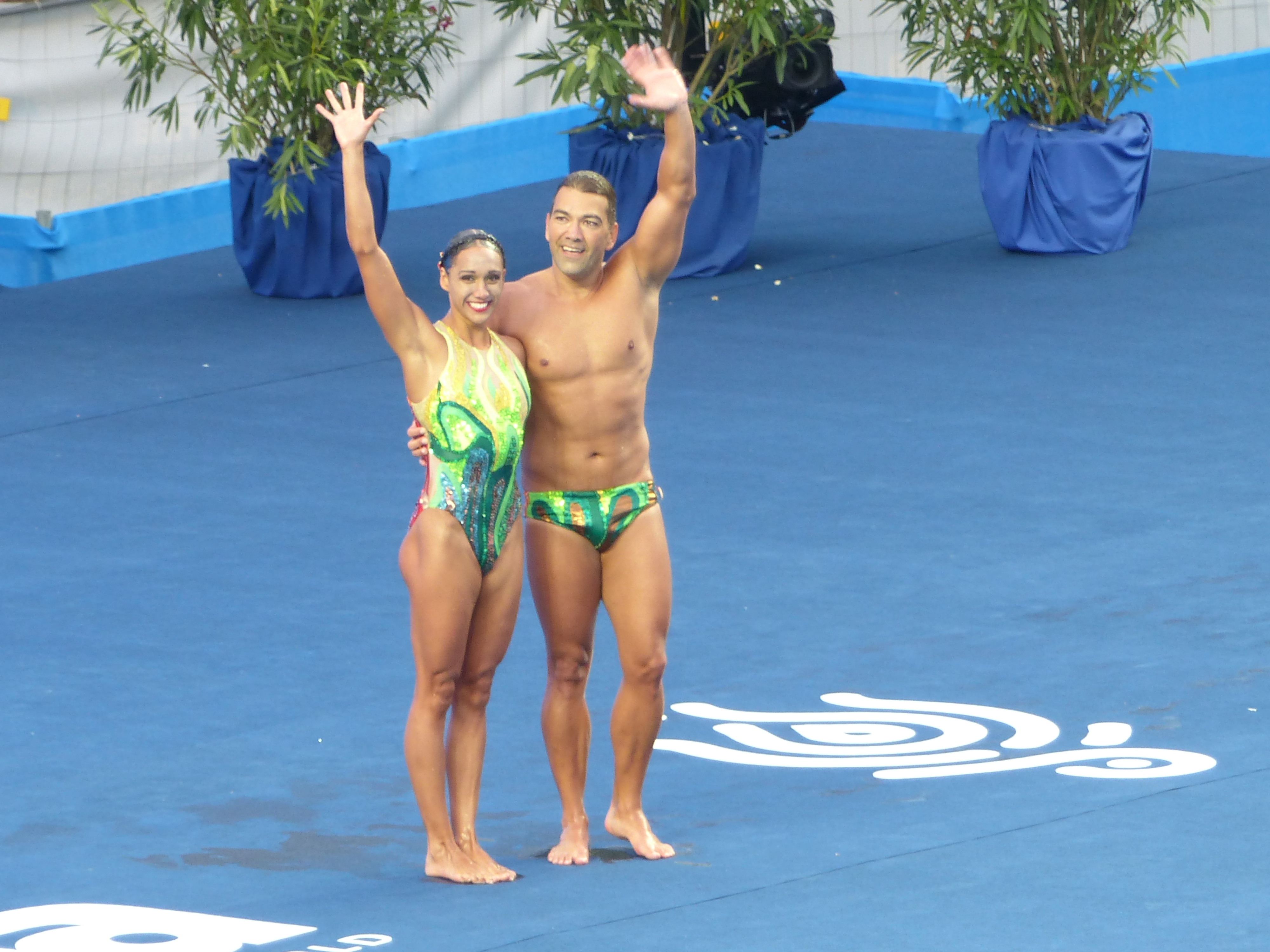
پوشاک شنای رقابتی پوشیده شده در یک مسابقه قهرمانی ورزش‌های آبی جهان فینا

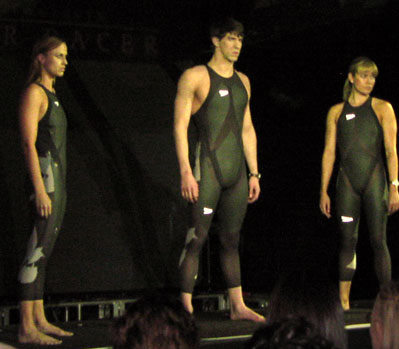
نمونه‌ای پوشاک شنای بادی‌مانند

پوشاک شنا رقابتی یا گاهی لباس شنای ورزشی به پوشاک شنا، بادی‌تور، تجهیزات و لوازم جانبی مورد استفاده در ورزش‌های آبی مانند شنا، غواصی، شنای موزون، سه‌گانه و واترپلو اشاره دارد.
برخی از پوشاک شنا به طور ویژه برای رقابت‌های شنا دیزاین شده‌اند که ممکن است از پارچه‌ای ویژه با مقاومت کم ساخته شوند که کشش پوست را کاهش می‌دهد. برای برخی از گونه‌های شنا و غواصی، پوشاکی به نام "دایواسکین" پوشیده می‌شود. این پوشاک از اسپندکس ساخته شده‌اند و محافظت حرارتی کمی دارند، اما از پوست در برابر آسیب و ساییدگی محافظت می‌کنند.

## ویژگی‌ها
جنس پارچه و میزان سختی و نازکی آن باید مورد بررسی قرار گیرند تا برای رقابت مناسب باشند. گونه‌هایی از بادی زنانه و بادی‌سوت‌ها نیز گاه با پوشاک شنای رقابتی ورزشی اشتباه گرفته می‌شوند.